# Amanda Flower
Pour les articles homonymes, voir Flower.
Amanda Flower, née le 23 janvier 1980 à Akron (Ohio), est une romancière canadienne, auteure de romans policiers et de littérature d'enfance et de jeunesse.

## Œuvre

### Romans

#### SérieIndia Hayes
- Maid of Murder (2010)
- Murder in a Basket (2012)

#### SérieChloe Humphrey
- A Plain Death (2012)
- A Plain Scandal (2013)
- A Plain Disappearance (2013)
- A Plain Malice (2014)

#### SérieKelsey Cambridge
- The Final Reveille (2015)
- The Final Tap (2016)
- The Final Vow (2017)

#### SérieViolet Waverly
- Crime and Poetry (2016)
- Prose and Cons (2016)
- Murders and Metaphors (2019)
- Verse and Vengeance (2019)
- Crimes and Covers (2022)

#### SérieBailey King
- Assaulted Caramel (2017)
- Lethal Licorice (2018)
- Premeditated Peppermint (2018)
- Toxic Toffee (2019)
- Marshmallow Malice (2020)
- Lemon Drop Dead (2021)
- Peanut Butter Panic (2022)
- Blueberry Blunder (2023)

#### SérieFiona Knox
- Flowers and Foul Play (2018)
- Death and Daisies (2018)
- Mums and Mayhem (2020)

#### SérieDarby Piper et Samantha Porter
- Dead-End Detective (2020)
- Frozen Detective (2022)

#### SérieMillie Fisher
- Matchmaking Can Be Murder (2019)
- Courting Can Be Killer (2020)
- Marriage Can Be Mischief (2021)
- Honeymoons Can Be Hazardous (2022)
- Dating Can Be Deadly (2023)

#### SérieShiloh Bellamy
- Farm to Trouble (2021)
- Put Out to Pasture (2022)
- In Farm’s Way (2023)

#### SérieEmily Dickenson
- Because I Could Not Stop for Death (2022)
- I Heard a Fly Buzz When I Died (2023)
- I Died for Beauty (2025)

#### SérieKatherine Wright
- To Slip the Bonds of Earth (2024)
- Not They Who Soar (2025)

#### SérieAndora “Andi” Boggs
- Andi Unexpected (2013)
- Andi Under Pressure (2014)
- Andi Unstoppable (2015)

### Romans sous le nom de Isabella Alan

#### SérieAngela Braddock
- Murder, Plain and Simple (2013)
- Murder, Simply Stiched (2014)
- Murder, Served Simply (2014)
- Murder, Plainly Read (2015)
- Murder, Handcrafted (2016)

## Prix et distinctions

### Prix
- Prix Agatha 2015 du meilleur roman jeunesse pour Andi Unstoppable[1]
- Prix Agatha 2022 du meilleur roman policier historique pour Because I Could Not Stop for Death[1]
- Prix Agatha 2024 du meilleur roman policier historique pour  To Slip the Bonds of Earth[1]

### Nominations
- Prix Agatha 2010 du meilleur premier roman pour Maid of Murder[1]
- Prix Agatha 2013 du meilleur 2013 du meilleur roman jeunesse pour Andi Unexpected[1]
- Prix Agatha 2014 du meilleur 2013 du meilleur roman jeunesse pour Andi Under Pressure[1]
- Prix Mary-Higgins-Clark 2023 pour Because I Could Not Stop for Death[2]
- Prix Agatha 2023 du meilleur roman policier historique pour I Heard a Fly Buzz When I Died[1]